# Насамхралі
Насамхралі (груз. ნასამხრალი) — село в Грузії.
За даними перепису населення 2014 року в селі проживає 576 осіб.